# Sun City Challenge
De Sun City Challenge is een jaarlijks golftoernooi in Zuid-Afrika, dat deel uitmaakt van de Sunshine Tour. Het toernooi werd opgericht in 2007 en wordt sinds 2012 gespeeld op de Lost City Golf Course in Sun City.
Het toernooi wordt afgewerkt in een strokeplay-formule met drie ronden en na de tweede ronde wordt de cut toegepast.

## Geschiedenis
In 2007 werd dit toernooi opgericht als de Nashua Golf Challenge en de eerste editie werd gewonnen door Warren Abery. Het vond toen plaats op de Gary Player Country Club in Sun City.
In 2012 werd het toernooi hernoemd tot de Sun City Challenge. Sinds 2012 vindt het toernooi telkens plaats op de Lost City Golf Course.
In 2013 was Braziliaan Adilson Da Silva de eerste golfer die dit toernooi twee keer won.

## Winnaars
| Jaar                  | Baan                     | Winnaar               | Score                 | Score                 | Info                                                                   |
| Nashua Golf Challenge | Nashua Golf Challenge    | Nashua Golf Challenge | Nashua Golf Challenge | Nashua Golf Challenge | Nashua Golf Challenge                                                  |
| --------------------- | ------------------------ | --------------------- | --------------------- | --------------------- | ---------------------------------------------------------------------- |
| 2007                  | Gary Player Country Club | Warren Abery          | 207                   | –9                    | [ 1 ]                                                                  |
| 2008                  | Gary Player Country Club | Keith Horne po        | 210                   | –6                    | Won de play-off van Nic Henning                                        |
| 2009                  | Gary Player Country Club | Doug McGuigan         | 209                   | –7                    | [ 3 ]                                                                  |
| 2010                  | Gary Player Country Club | Jaco Van Zyl          | 208                   | –8                    | [ 4 ]                                                                  |
| 2011                  | Gary Player Country Club | Adilson Da Silva      | 202                   | –14                   | [ 5 ]                                                                  |
| Sun City Challenge    |                          |                       |                       |                       |                                                                        |
| 2012                  | Lost City Golf Course    | Bryce Easton po       | 207                   | –9                    | Won de play-off van Allan Versfeld, Brandon Pieters en Andrew Georgiou |
| 2013                  | Lost City Golf Course    | Adilson Da Silva      | 207                   | –9                    | [ 7 ]                                                                  |
| 2014                  | Lost City Golf Course    | Dean Burmester        | 206                   | –10                   | [ 8 ]                                                                  |

| Toernooirecord |  | po = winnaar na play-off |

## Trivia
- De Gary Player Country Club en de Lost City Golf Course werden allebei ontworpen door golficoon Gary Player.

 Dimension Data Pro-Am ·
 Joburg Open ·
 Afrika Open ·
 Tshwane Open ·
 Investec Cup ·
 Zimbabwe Open ·
 Zambia Open ·
 Zambia Sugar Open ·
 Royal Swazi Sun Open ·
 AfrAsia Bank Mauritius Open ·
 Lombard Insurance Classic ·
 Vodacom Origins of Golf Tour I ·
 Vodacom Origins of Golf Tour II ·
 Sun City Challenge ·
 Vodacom Origins of Golf Tour III ·
 Wild Waves Golf Challenge ·
 Vodacom Origins of Golf Tour IV ·
 Sun Boardwalk Golf Challenge ·
 BMG Classic ·
 Vodacom Origins of Golf Tour V ·
 Nedbank Affinity Cup ·
 Vodacom Origins of Golf Tour Finale